# Michał Wójcik (lekkoatleta)
Michał Wójcik (ur. 29 września 1936, zm. 25 grudnia 2017) – polski lekkoatleta, który specjalizował się w biegach długich.
W 1969 reprezentował Polskę na mistrzostwach Europy zajmując z czasem 2:23:36,6 siódmą lokatę w biegu maratońskim.
Zdobył pięć medali mistrzostw Polski seniorów – dwa srebrne oraz trzy brązowe. 19 października 1969 ustanowił nadal aktualny rekord Polski w biegu na 30 000 metrów – 1:35:44,4. Rekord życiowy w maratonie: 2:18:49 (1972).
Pochowany na cmentarzu komunalnym w Lubinie .